# Dariya
Dariya (arabe : الدرعية ad-Dir'iya) est une ville d'Arabie saoudite située dans les faubourgs nord-ouest de la capitale du royaume, Riyad.

## Histoire
Dariya est le foyer originel de la famille Al Saoud, puisqu'elle aurait été fondée en 1446-1447 par un de leurs ancêtres nommé de Mani Al-Mraydi.
La cité connaît un premier apogée au XVIe siècle en devenant une importante place commerciale. La péninsule arabique est à cette époque très divisée : Dariya et sa région est l'une des seules oasis à échapper à l'emprise de l'empire ottoman et des chérifs de La Mecque.
Deux groupes de la tribu des Banu Hanifa, les Al Mouqrin et Al Watban[Qui ?], émergent alors et se disputent le pouvoir à Dariya. Ces derniers l'emportent dans un premier temps, mais en 1720 Saoud ben Mohammed Al Mouqrin, expulse ses rivaux, mais est à son tour renversé en 1725.
Son fils Mohammed Ibn Saoud reprend définitivement le contrôle de Dariya en 1727, et en fera la capitale du premier État saoudien lors de la fondation de celui-ci en 1744, et garda ce statut jusqu'en 1818, année durant laquelle les Ottomans prennent et saccagent la ville, provoquant l'effondrement du royaume saoudien (Expédition de Najd). L'Émirat du Nedjd qui lui succède cette année-là préfère déplacer sa capitale à Ryad en 1824, trois ans après que Dariya a été saccagée une seconde fois. Dès lors, la cité abandonnée restera à l'état de ruines.
Le quartier d'at-Touraïf est inscrit sur la liste du patrimoine mondial de l'humanité de l'UNESCO.
Aujourd'hui, la ville est le siège du gouvernorat de Dariya, située dans la province de Riyad, et qui comprend entre autres les villages d'Uyayna, de Jubbah et d'Al-Ammariyyah.

## Fouilles en cours et Vision 2030
À partir de février 2009, la zone de Dariya a été fermée aux visiteurs, en raison des travaux de rénovation qui semblent être de plus en plus importants. Des fouilles sont organisées et de nombreuses bases de colonnes ainsi que des systèmes de drainage ont été découverts.

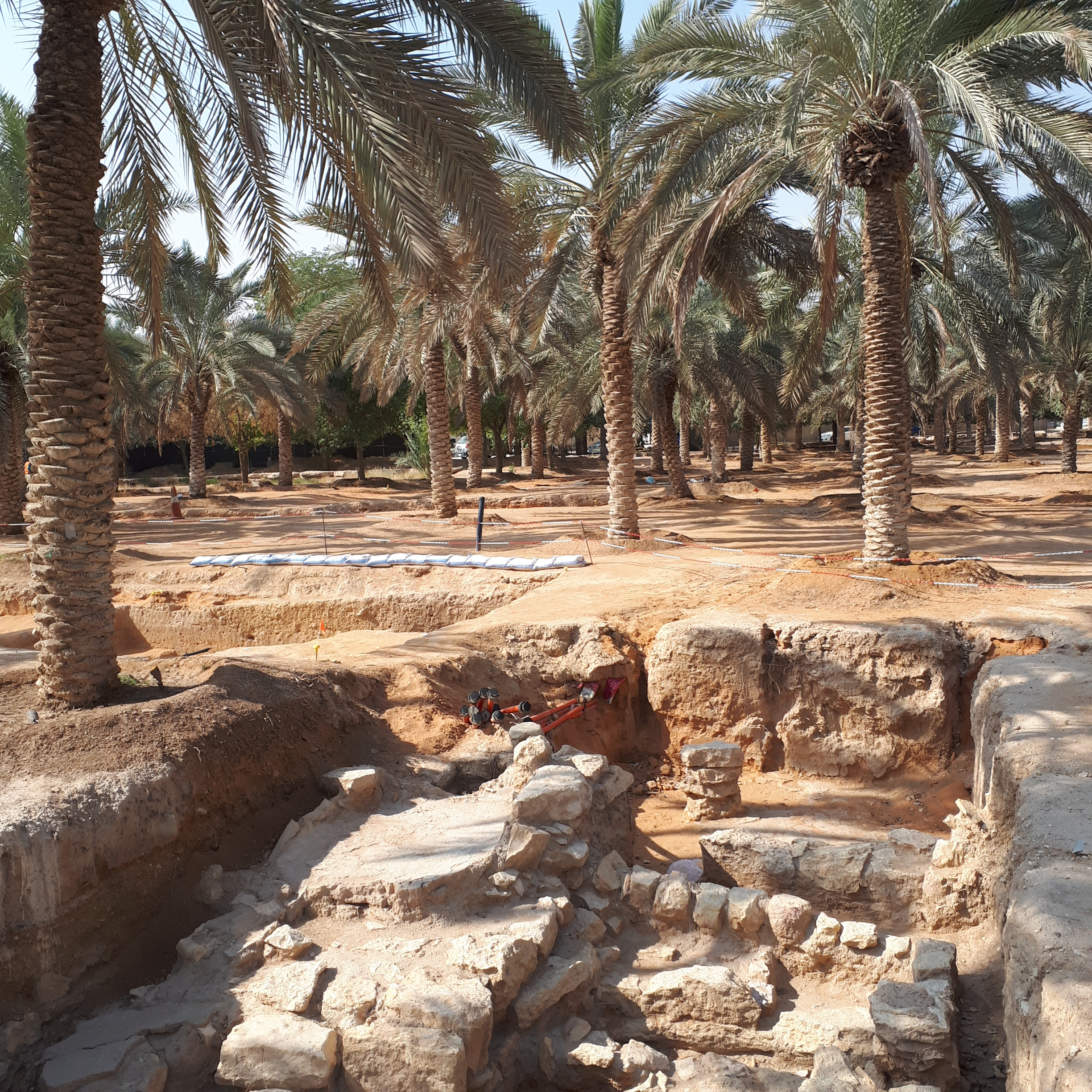
Fouilles à Dariyah.

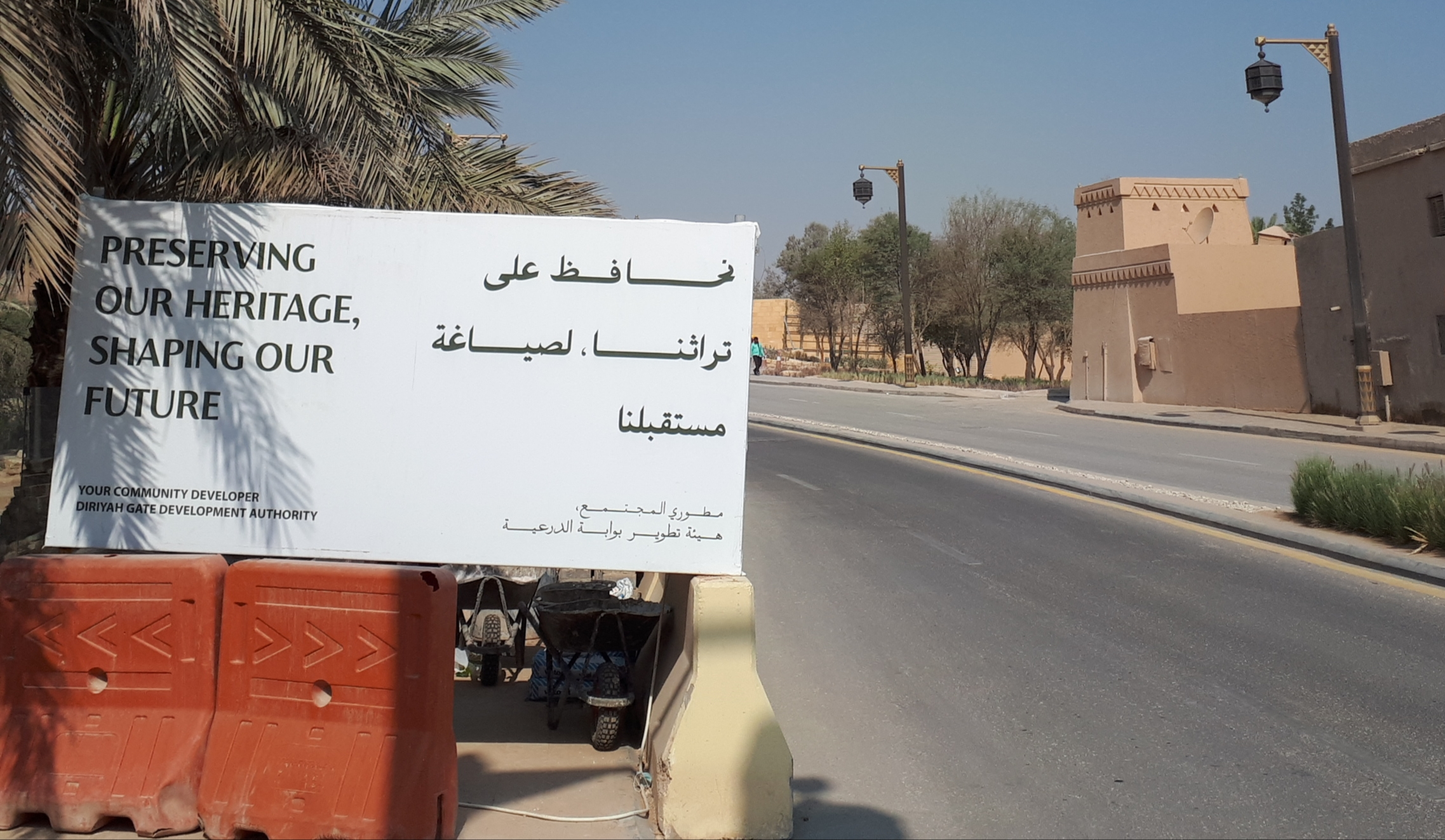
Préservation du patrimoine Dariyah.

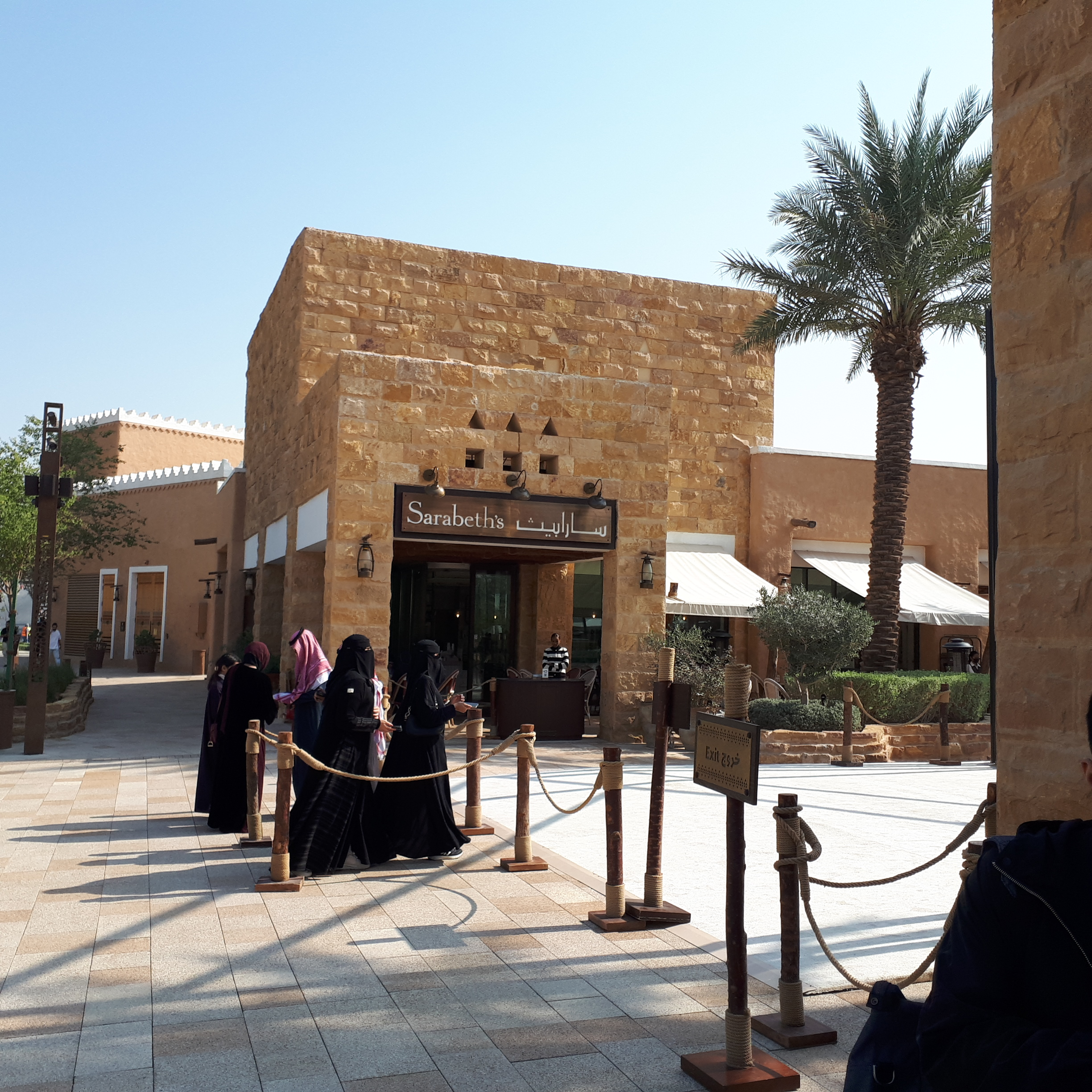
Entrée du musée en plein air Dariya.

En 2017, le projet Vision 2030 a été lancé par Mohammed ben Salmane comme feuille de route pour un avenir économiquement durable pour le pays. Les éléments les plus importants sont les projets dits giga, qui sont financés par les Fonds public d'investissement d'Arabie saoudite.
Les projets The Line, Neom et Mukaab devraient être achevés d'ici 2030,.
L'année 2027 est prévue pour le projet Dariyah giga. Dariyah est souvent considérée comme le joyau de la couronne du royaume, car elle est l'ancienne capitale de la première dynastie saoudienne (« berceau du royaume ») et est également un site du patrimoine mondial de l'UNESCO.
Le projet de construction couvre une superficie de 11 kilomètres carrés et a été transformé en destination touristique, de divertissement et culturelle depuis 2017 avec un investissement de 50 milliards de dollars. Les travaux de construction battent leur plein et sont bien avancés, avec une ouverture prévue en 2027. À seulement 15 minutes de route de Riyad, se trouveront certains des hôtels et restaurants les plus luxueux au monde, dans le style architectural traditionnel Najd, ainsi que des réserves naturelles et des sites culturels, dans le but d'attirer environ 30 millions de visiteurs par an d'ici 2030 et de « faire revivre le patrimoine historique »,.
Un nouveau centre d'accueil avec de grands parkings souterrains et un centre de documentation sont en grande partie achevés et devraient ouvrir courant 2024. Quatre nouveaux musées sont également prévus : un musée de la défense nationale, un musée de l'élevage de chevaux, un musée de la vie sociale et un musée du commerce et des finances. Les femmes devraient également être de plus en plus employées à ces postes gouvernementaux,.
Mais les touristes ne sont pas le seul groupe cible. Il y aura plus de 3 000 nouvelles unités résidentielles au design traditionnel Najdi et 300 autres résidences de marque de luxe. Le site abritera également une toute nouvelle institution académique, l'Université Roi Salman, qui se concentrera sur le patrimoine, la culture et les arts, ainsi que plusieurs nouveaux instituts culturels dédiés aux disciplines de l'architecture Najdi, de la poésie, de la fauconnerie, de la récitation du Coran, du théâtre local, danse, consacrer à la musique et à la cuisine.